# Mikel Koliqi
Mikel Koliqi (29. září 1900 – 28. ledna 1997) byl albánský kardinál a kněz římskokatolické církve. Narodil se a zemřel v Shkodëru (Skadar, Shkodra), Albánie . V době své smrti byl nejstarším členem kardinálského sboru a byl také posledním žijícím kardinálem, který se narodil v 19. století. Ve vězení strávil 38 let.

## Život
Po roce 1945 strávil 38 let ve vězení na nucených pracích jako politický vězeň komunistického režimu. Byl obviněn z poslechu zahraničních rozhlasových stanic a účasti na akcích katolické mládeže. Mikel Koliqi přežil 38 let věznění v politických věznicích Envera Hodži, aby se ve věku 92 let stal členem nejvyššího orgánu římskokatolické církve, kolegia kardinálů.
První Albánec, který byl vychován na Sacred College, byl zjevně vybrán jako nejstarší z asi 30 katolických kněží, kteří přežili komunistická perzekuce. Před přechodem na teologickou fakultu pokračoval ve studiu inženýrství na milánské univerzitě. V roce 1931 byl vysvěcen na kněze ve Shkodře a byl jmenován kurátem na katedrální faře. V roce 1936 se stal farářem v katedrále a také generálním vikářem arcidiecéze Shkodra. Jako mladý kněz se věnoval práci s mládeží a katolické žurnalistice. Byl také zakladatelem katolické akce v Albánii a také napsal tři opery, které jsou považovány za základ albánské operní tradice.
Byl zatčen v únoru 1945, když nová komunistická diktatura zesílila kontrolu nad náboženskými organizacemi. Následujících pět let strávil ve vězení, většinou na samotce. Dva kněží zatčení s ním byli zastřeleni.
Papež Jan Pavel II. jej jmenoval v roce 1994 kardinálem-jáhnem diakonie Ognissanti ve via Appia Nuova.